# Centrostephus
Centrostephus – rodzaj pluskwiaków różnoskrzydłych z rodziny ziemikowatych i podrodziny Cydninae. Obejmuje trzy opisane gatunki.

## Morfologia i zasięg
Pluskwiaki o ciele długości od 2,2 do 2,7 mm. Głowę mają wydłużoną, zaopatrzoną w wyłupiaste oczy złożone, przyoczka oraz czułki zbudowane z pięciu członów, z których drugi ma drobne rozmiary. Wolny nadustek ma przed wierzchołkiem dwie grube i krótkie szczeciny. Płytki żuwaczkowe są dłuższe od nadustka, zaopatrzone w włosowate szczecinki pierwotne oraz przykrawędziowo położone grube i krótkie szczeciny wtórne. Szersze niż dłuższe i ku przodowi zwężone przedplecze ma wzdłuż wyraźnie piłkowanych krawędzi bocznych rozmieszczone krawędziowe i przykrawędziowe punkty ze szczecinkami (chetopory). Wierzch przedplecza podzielony jest poprzecznym, wgłębionym, umieszczonym za środkiem długości szeregiem punktów na dwa płaty. Szersza niż dłuższa, trójkątna w zarysie tarczka ma punktowaną powierzchnię. Półpokrywy mają wyodrębnione międzykrywki, egzokoria i mezokoria. Ich kostalne krawędzie są wyraźnie piłkowane i zaopatrzone w krótkie, włosowate szczecinki. Niezbyt duża zakrywka ma lekko zafalowany szew. Mezopleury i metapleury mają wielkie, prawie kwadratowe w zarysie ewaporatoria. Ujścia gruczołów zapachowych zatułowia są poprzeczne z korytowatą częścią nasadową, przedłużonym szczytem i zaokrąglonym, zakrzywionym płatem tylnym sięgającym niemal tylnej krawędzi ewaporatorium metapleury. Golenie odnóży przednich są rozszerzone i uzbrojone silnymi kolcami na zewnętrznej krawędzi, a te odnóży środkowych i tylnych smukłe, zaopatrzone w liczne kolce i szczecinki. Odwłok ma błyszczące, po bokach porośnięte krótkimi włoskami sternity. Genitalia samców charakteryzują się nabrzmiałymi wierzchołkowymi częściami paramerów.
Rodzaj ten rozmieszczony jest w krainie orientalnej i na północy krainy australijskiej. C. parumpunctatus znany jest z Indii i Filipin, C. pullus z Nowej Brytanii, a C. tumidicollis z Nowej Gwinei.

## Taksonomia
Takson ten wprowadzony został w 1919 roku przez Gézę Horvátha. Gatunkiem typowym wyznaczył on Chilocoris parumpunctatus.
Do rodzaju zalicza się trzy opisane gatunki:
- Centrostephus parumpunctatus (Signoret, 1884)
- Centrostephus pullus Horváth, 1919
- Centrostephus tumidicollis Horváth, 1919